# Д. П. Лайл
Д-р Дъглас Палмър Лайл (на английски: Douglas Palmer Lyle) е американски лекар кардиолог, съдебен специалист криминолог и писател на произведения в жанра криминален роман, трилър и документалистика. Пише под псевдонима Д. П. Лайл (на английски: D. P. Lyle).

## Биография и творчество
Дъглас Лайл е роден през 1946 г. в Хънтсвил, Алабама, САЩ. Има 2 сестри. Завършва медицина в Университета в Алабама. Специализира вътрешна медицина в Тексаския университет в Хюстън и кардиология в Тексаския кардиологичен институт. В продължение на 40 години практикува кардиология и съдебна медицина в окръг Ориндж, Калифорния. След 25 години практика решава да опита да пише. Посещава курсове по творческо писане към центъра „Ървайн“ на Калифорнийския университет и се включва в няколко творчески групи.
Първият му роман „Дяволска площадка“ (Devil's Playground) от поредицата „Саманта Коди“ е публикуван през 2001 г.
Документалната му книга „Криминалистика for Dummies“ (for Dummies, в превод „за глупаци“) от 2004 г. получава наградата „Макавити“.
Писателят има много номинации за различни награди за своите трилъри и криминални романи – „Едгар“, „Агата“, „Антъни“, „Шамус“ и др. Участва в комисията за наградите „Едгар“. Вицепрезидент е на организацията „Обучение на международни писатели на трилъри“. Работил е с много автори и сценаристи на популярни телевизионни предавания като „Закон и ред“, „От местопрестъплението: Маями“, „Диагноза: Убийство“, „Монк“, „Д-р Хаус“, „Медиум“ и „Малки сладки лъжкини“, и други. Заедно с Ян Бърк води радиопрограма „Криминално и научно радио“, която се провежда два пъти месечно по радио „Съспенс“.
Дъглас Лайл живее със семейството си в Ориндж Каунти.

## Произведения

### Поредица „Саманта Коди“ (Samantha Cody)
1. Devil's Playground (2001)
2. Double Blind (2002)
3. Original Sin (2014)

### Поредица „Дъб Уокър“ (Dub Walker)
1. Stress Fracture (2010)
2. Hot Lights, Cold Steel (2011)
3. Run To Ground (2012) – награда „Бенджамин Франклин“

### Поредица „Роял Пейнс“ (Royal Pains)
1. First Do No Harm (2011)
2. Sick Rich (2012)

### Поредица „Джейк Лонгли“ (Jake Longly)
1. Deep Six (2016)
Зад борда, изд.: ИК „Обсидиан“, София (2018), прев. Милко Стоименов
2. A-List (2017)
Звездна лига, изд.: ИК „Обсидиан“, София (2019), прев. Милко Стоименов
3. Sunshine State (2019)
4. Rigged (2020)
5. The OC (2021)
О. К., изд.: ИК „Обсидиан“, София (2022), прев. Богдан Русев
6. Cultured (2023)

### Поредица „Каин/Харпър“ (Cain/Harper)
1. Skin in the Game (2019)
2. Prior Bad Acts (2020)
3. Tallyman (2022)

### Новели
- Even Steven (2018)

### Документалистика
- Murder and Mayhem (2003)
- Forensics for Dummies (2004) – част от поредицата енциклопедии Dummies, награда „Макавити“
Криминалистика for Dummies, изд. „Алекс Софт“ (2004), прев. Теофана Петкова
- Forensics and Fiction (2007)
- Howdunit Forensics (2008)
- More Forensics and Fiction (2012)
- Forensic Science (2013)